# Авакянц, Сергей Иосифович
Сергей Иосифович Авакянц (арм. Սերգեյ Իոսիֆի Ավագյանց; род. 6 апреля 1958, Ереван, Армянская ССР, СССР) — российский военачальник. Командующий Тихоокеанским флотом (3 мая 2012 — 20 апреля 2023), врио командующего Тихоокеанским флотом (29 октября 2010 — 3 мая 2012), адмирал (13 декабря 2014).

## Биография
Родился 6 апреля 1958 года в городе Ереване Армянской ССР (СССР). Отец — Иосиф Серапионович Авакянц (род. 1934), капитан 1 ранга. Мать — Эльвира Константиновна Авакянц (дев. Кащенко).
Окончил Черноморское высшее военно-морское училище имени П. С. Нахимова (1975—1980), Высшие специальные офицерские классы ВМФ, Военно-морскую академию имени Адмирала Флота Советского Союза Н. Г. Кузнецова (1989—1991), Военную академию Генерального штаба Вооружённых Сил Российской Федерации (2005—2007).
Службу проходил на Северном флоте: командиром группы управления зенитно-ракетного дивизиона ракетно-артиллерийской боевой части большого противолодочного корабля «Адмирал Юмашев» (08.1980—04.1985), командиром зенитно-ракетного дивизиона ракетно-артиллерийской боевой части ракетного крейсера «Адмирал флота Лобов» (04.—06.1985), командиром зенитно-ракетного дивизиона ракетно-артиллерийской боевой части (06.1985—1986), помощником командира (1986—1988), старшим помощником командира (1988—1989), командиром (09.1991—10.1996) ракетного крейсера «Маршал Устинов», заместителем командира (1996—1998), начальником штаба (1998—2001) и командиром (2001—2003) 43-й дивизии ракетных кораблей, начальником штаба 7-й оперативной эскадры (декабрь 2003—2005).
После окончания Военной академии Генерального штаба Вооруженных Сил Российской Федерации назначен на должность начальника штаба Новороссийской военно-морской базы Черноморского флота, но в должность не вступал. Был переназначен на должность командующего Приморской флотилией разнородных сил Тихоокеанского флота (27.08.2007—08.2010).

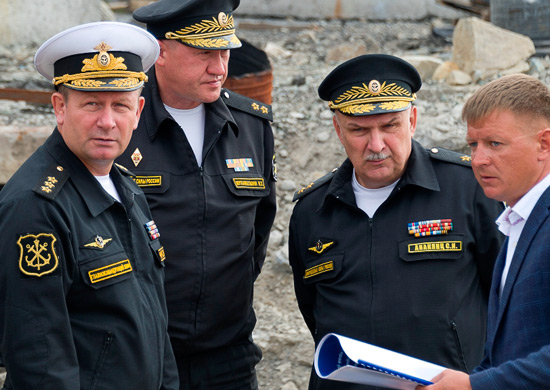
С Главнокомандующим ВМФ РФ адмиралом В. В. Чирковым в Вилючинске, 2014 год

Указом Президента России от 25 августа 2010 года назначен начальником штаба Тихоокеанского флота.
С 29 октября 2010 года, после утверждения адмирала Константина Сиденко в должности командующего войсками Восточного военного округа, оставаясь начальником штаба флота, исполнял должность командующего Тихоокеанским флотом.
3 мая 2012 года Указом президента России назначен командующим Тихоокеанским флотом ВМФ России.
Воинские звания «капитан 2 ранга» и «капитан 1 ранга» присвоены досрочно, воинское звание «контр-адмирал» присвоено 10 декабря 2002 года.
13 декабря 2012 года указом Президента России присвоено очередное воинское звание «вице-адмирал».
13 декабря 2014 года присвоено воинское звание «адмирал».
В 2018 году СМИ называли адмирала Авакянца наиболее вероятным кандидатом на должность главкома ВМФ России. В итоге главкомом в 2019 году был назначен адмирал Николай Евменов, а Авакянц остался на прежней должности.
В апреле 2023 года уволен в запас, после чего назначен на должность главы штаба, курирующего Центры военно-спортивной подготовки и патриотического воспитания «Воин».
В 2023 году начал работать в Национальном исследовательском университете «Высшая школа экономики» в качестве директора созданного на базе факультете мировой экономики и мировой политики Института мировой военной экономики и стратегии.

## Награды

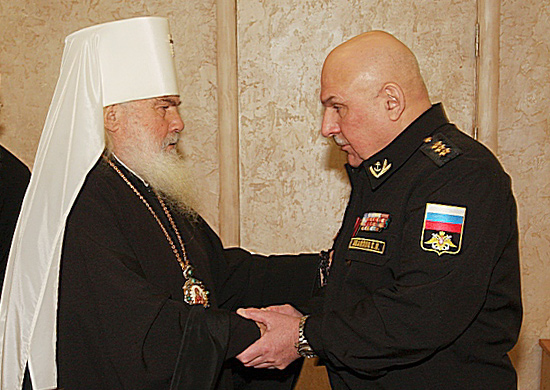
Церемония вручения награды РПЦ. 30 ноября 2015 года

- Орден «За заслуги перед Отечеством» 4-й степени (2021)
- Орден Александра Невского (2016)[16][17]
- Орден «За военные заслуги» (1996),
- Орден «За морские заслуги» (2.06.2010[18]),
- Орден «За службу Родине в Вооружённых Силах СССР» 3-й степени,
- Медаль ордена «За заслуги перед Отечеством» 2-й степени (23.02.2002)[19],
- Медали СССР,
- Медали РФ,
- Ведомственные медали РФ,
- Юбилейная медаль РПЦ «В память тысячелетия преставления равноапостольного великого князя Владимира»[20].